# Гражданская коалиция (Польша)

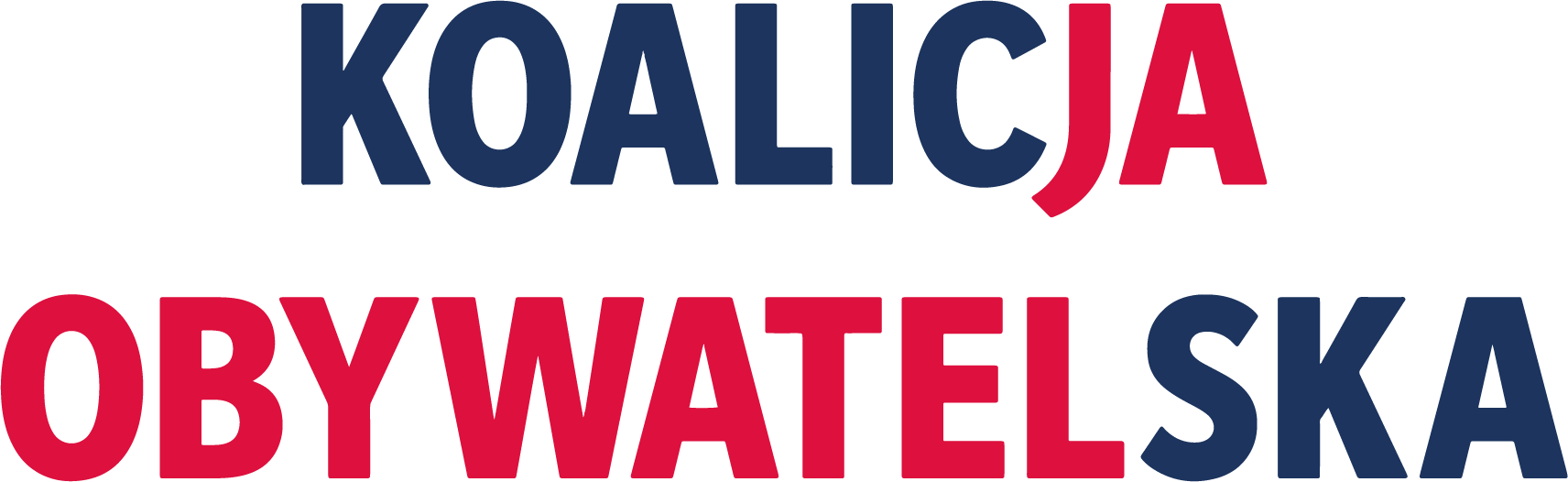
Логотип Гражданской коалиции (2018-2023)

Гражданская коалиция Республики Польша (пол. Koalicja Obywatelska Rzeczpospolitej Polskiej), часто просто Гражданская коалиция (пол. Koalicja Obywatelska) — коалиция «Гражданской платформы», «Современной», «Польской инициативы»,  Партии зелёных и других польских политических партий, первоначально созданная для участия в местных выборах в Польше 2018 года под названием «Платформа.Современная гражданская коалиция» (пол. Platforma.Nowoczesna Koalicja Obywatelska).  
С декабря 2023 года вместе с Польской коалицией и партиями «Новые левые» и «Польша 2050» формирует Правительство Польши.

## История

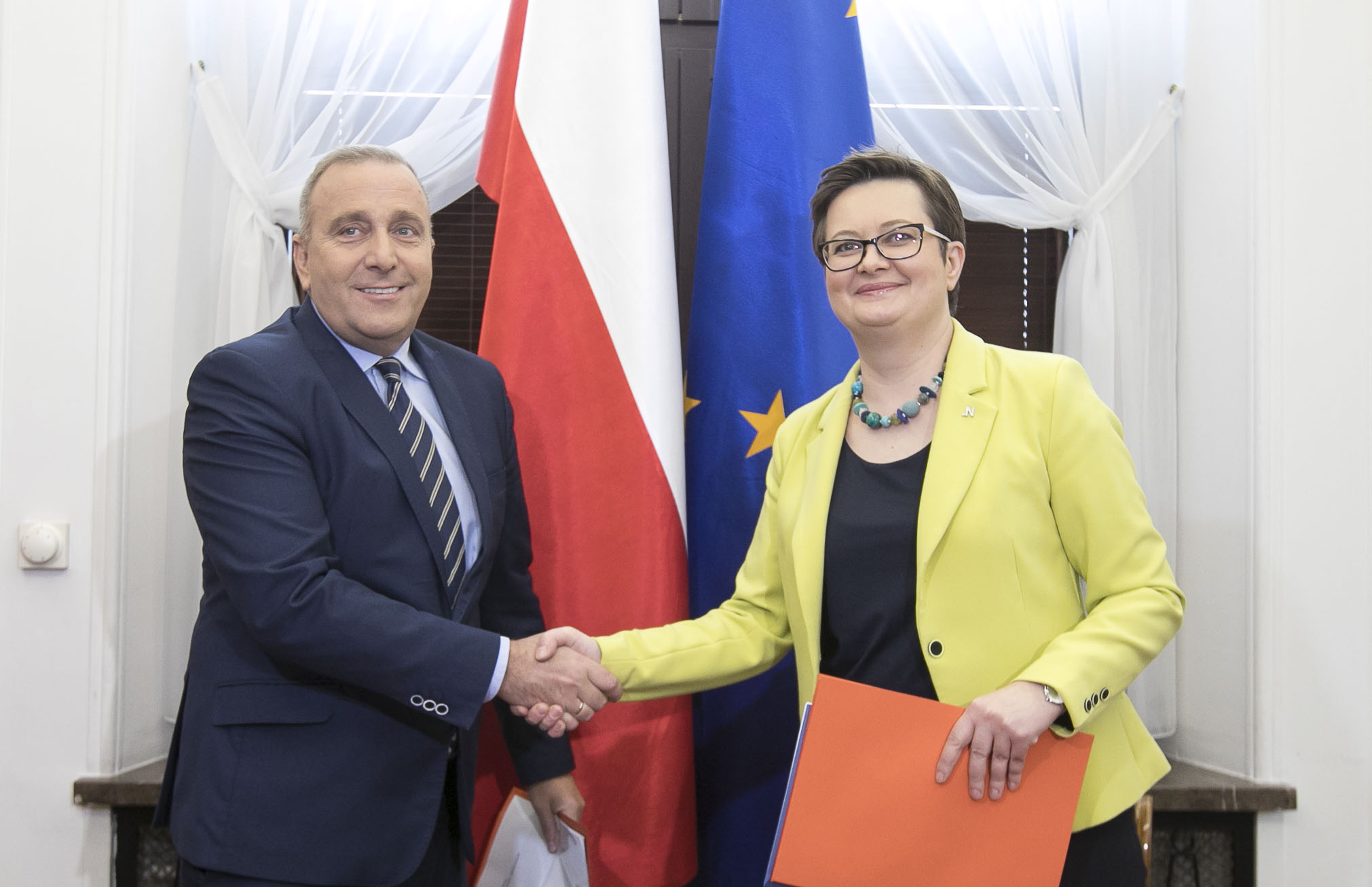
Гжегож Схетына и Катажина Любнауер заключают договор о создании коалиции. 7 марта 2018

О создании коалиции было объявлено 7 марта 2018 года лидерами партий «Гражданская платформа» и «Современная» для совместного участия в региональных выборах в Польше в 2018 году.
В 2019 году было объявлено, что «Гражданская коалиция» примет участие в предстоящих парламентских выборах, а «Гражданская платформа» и «Современная» создадут совместную фракцию в парламенте.
В конце июля 2019 к коалиции присоединилась польская Партия зелёных, а уже в августе того же года Движение за автономию Силезии.
Кандидатом коалиции на президентских выборах 2020 года стал Президент Варшавы Рафал Тшасковский. В первом туре он получил 30,46%, во втором 48,97, заняв второе место.
В августе 2023 года было объявлено что на парламентских выборах 2023 года члены «АГРОунии» будут баллотироваться в Сейм по спискам Гражданской коалиции. Тогда же частью коалиции стало «Хорошее движение» Павла Шрамки, а во фракцию Гражданской коалиции в Сейме вошли Ханна Гилл-Пёнтек, Каролина Павличак и Михал Выпий.

### Парламентские выборы
| Выборы | Лидер          | Голосов   | %     | Мест в Сейме | Мест в Сенате                                                       | Статус |
| ------ | -------------- | --------- | ----- | ------------ | ------------------------------------------------------------------- | ------ |
| 2019   | Гжегож Схетына | 5 060 355 | 27,40 | 134 из 460   | class="table-no-light" style="text-align:center; " \| Оппозиция     |        |
| 2023   | Дональд Туск   | 6 629 402 | 30,70 | 157 из 460   | class="table-no-light" style="text-align:center; " \| Правительство |        |

## Состав
| Партия | Партия                | Идеология                                          | Лидер                                | Мест в Сейме | Мест в Сенате | Мест в Европарламенте | Мест в Воеводских сеймиках |
| ------ | --------------------- | -------------------------------------------------- | ------------------------------------ | ------------ | ------------- | --------------------- | -------------------------- |
|        | Гражданская платформа | консервативный либерализм, христианская демократия | Дональд Туск                         | 127 из 460   | 36 из 100     | 13 из 53              | 151 из 552                 |
|        | Современная           | классический либерализм, фискальный консерватизм   | Адам Шлапка                          | 10 из 460    | 0 из 100      | 0 из 53               | 8 из 552                   |
|        | Польская инициатива   | социал-демократия, социал-либерализм               | Барбара Новацкая                     | 2 из 460     | 0 из 100      | 1 из 53               | 2 из 552                   |
|        | Зелёные               | зелёная политика, зеленый либерализм               | Пшемыслав Словик и Уршуля Зелиньская | 3 из 460     | 0 из 100      | 0 из 53               | 1 из 552                   |
|        | Хорошее движение      | классический либерализм, либертарианство           | Павел Шрамка                         | 0 из 460     | 0 из 100      | 0 из 53               | 0 из 552                   |
|        | Да! Для Польши        | регионализм, децентрализация                       | Яцек Карновский                      | 2 из 460     | 1 из 100      | 0 из 52               | 4 из 552                   |
|        | АГРОуния              | аграризм, левый национализм, протекционизм         | Михал Колодзейчак                    | 1 из 460     | 0 из 100      | 0 из 52               | 0 из 552                   |
|        | Беспартийные          | либерал-демократия                                 |                                      | 17 из 460    | 4 из 100      | 0 из 52               | 28 из 552                  |